# Arthur Wessblad
Karl Gustaf Arthur Wessblad, född 26 augusti 1930 i Engelbrekts församling, Stockholm, död där 22 mars 1995, var en svensk civilingenjör.
Wessblad var aktiv inom motor- och båtsport, bland annat som tävlingsförare för Volkswagen och blev 1959 tävlingschef för Volvo.
Wessblad utvecklade verksamheten Biskopsuddens Marina på Djurgården i Stockholm till ett marint centrum. Parallellt med detta byggde man upp sommarkrogen Skipper's Inn, senare kallat Lisa på Udden. Han var även en av initiativtagarna till den flytande båtmässan i Stockholm.

## Tävlingsmeriter
Arthur Wessblad vann SM-guld, Svenska Mästerskapstiteln i rally, och deltog i bland annat Midnattssolsrallyt.